# Zbigniew Pawłowicz
Zbigniew Michał Pawłowicz (ur. 22 września 1943 w Kamieniu Koszyrskim, zm. 26 sierpnia 2023 w Niemczu) – polski lekarz i polityk, senator VII kadencji, poseł na Sejm VIII kadencji.

## Życiorys
Syn Jerzego i Janiny. Ukończył studia w Wojskowej Akademii Medycznej w Łodzi, po których pracował na WAM jako asystent. Posiadał specjalizację drugiego stopnia z zakresu chirurgii ogólnej, w 1973 uzyskał stopień doktora nauk medycznych.
W 1984 rozpoczął pracę w wojskowym szpitalu klinicznym w Bydgoszczy na stanowisku ordynatora oddziału, następnie zastępcy komendanta i komendanta szpitala. W 1996 objął funkcję dyrektora Regionalnego Centrum Onkologii w Bydgoszczy. Był pomysłodawcą i inicjatorem powstania w Bydgoszczy Parku Aktywnej Rehabilitacji i Sportu (PARiS).
W wyborach parlamentarnych w 2007 z ramienia Platformy Obywatelskiej został wybrany na senatora VII kadencji w okręgu bydgoskim, otrzymując 140 606 głosów.
Według katalogów opublikowanych przez Instytut Pamięci Narodowej w kwietniu 1977 miał zostać zarejestrowany przez Wojskową Służbę Wewnętrzną jako tajny współpracownik „Pawlik” i następnie już w grudniu tego samego roku wyrejestrowany z powodu „braku możliwości”. Zbigniew Pawłowicz potwierdził parafowanie dokumentu w trakcie swojego pobytu w Egipcie (gdzie pracował w Polskim Szpitalu Polowym w ramach misji pokojowej ONZ UNEF II), wskazując, iż w rzeczywistości nie podjął współpracy. W 2009 Sąd Okręgowy w Bydgoszczy orzekł, że jego oświadczenie lustracyjne, w którym zaprzeczył współpracy ze służbami specjalnymi PRL jest zgodne z prawdą, oddalając wniosek IPN.
W wyborach parlamentarnych w 2011 Zbigniew Pawłowicz nie ubiegał się o reelekcję. Bez powodzenia kandydował z listy PO w wyborach do Parlamentu Europejskiego w 2014. W tym samym roku z ramienia tej partii uzyskał mandat radnego Sejmiku Województwa Kujawsko-Pomorskiego.
W wyborach parlamentarnych w 2015 wystartował do Sejmu z pierwszego miejsca listy PO w okręgu bydgoskim. Został wybrany na posła VIII kadencji, otrzymując 32 552 głosy. W Sejmie VIII kadencji został członkiem Komisji Zdrowia. W 2019 nie ubiegał się o reelekcję.
Został pochowany na cmentarzu parafialnym w Osielsku.

## Odznaczenia i wyróżnienia
W 2014 otrzymał tytuł „Bydgoszczanina Roku 2013” w plebiscycie „Expressu Bydgoskiego”. W 2005 odznaczony Krzyżem Kawalerskim Orderu Odrodzenia Polski.